# Paul Warne
Paul Warne (Norwich, 8 maggio 1973) è un allenatore di calcio ed ex calciatore inglese, di ruolo attaccante, tecnico del MK Dons.

## Carriera

### Giocatore
Ha giocato nella seconda divisione inglese.

### Allenatore
Nel 2012, dopo il suo ritiro dal calcio giocato, è entrato a far parte dello staff tecnico del Rotherham United come collaboratore di Steve Evans.
Nel 2016 è diventato l'allenatore del Rotherham United, sostituendo il dimissionario Kenny Jackett. Nel 2022 diventa allenatore del Derby County.

## Statistiche
Statistiche aggiornate al 20 agosto 2025. In grassetto le competizioni vinte.
| Stagione               | Squadra                | Campionato             | Campionato | Campionato | Campionato | Campionato | Coppe nazionali | Coppe nazionali | Coppe nazionali | Coppe nazionali | Coppe nazionali | Coppe continentali | Coppe continentali | Coppe continentali | Coppe continentali | Coppe continentali | Altre coppe | Altre coppe | Altre coppe | Altre coppe | Altre coppe | Totale | Totale | Totale | Totale | % Vittorie | Piazzamento       |
| Stagione               | Squadra                | Comp                   | G          | V          | N          | P          | Comp            | G               | V               | N               | P               | Comp               | G                  | V                  | N                  | P                  | Comp        | G           | V           | N           | P           | G      | V      | N      | P      | %          | Piazzamento       |
| ---------------------- | ---------------------- | ---------------------- | ---------- | ---------- | ---------- | ---------- | --------------- | --------------- | --------------- | --------------- | --------------- | ------------------ | ------------------ | ------------------ | ------------------ | ------------------ | ----------- | ----------- | ----------- | ----------- | ----------- | ------ | ------ | ------ | ------ | ---------- | ----------------- |
| nov. 2016-2017         | Rotherham United       | FLC                    | 28         | 4          | 4          | 20         | FACup+CdL       | 1+0             | 0+0             | 0+0             | 1+0             | -                  | -                  | -                  | -                  | -                  | -           | -           | -           | -           | -           | 29     | 4      | 4      | 21     | 13,79      | Sub., 24º (retr.) |
| 2017-2018              | Rotherham United       | FL1                    | 46+3       | 24+1       | 7+2        | 15+0       | FACup+CdL       | 1+2             | 0+1             | 0+0             | 1+1             | -                  | -                  | -                  | -                  | -                  | FLT         | 3           | 1           | 1           | 1           | 55     | 27     | 10     | 18     | 49,09      | 4° (prom.)        |
| 2018-2019              | Rotherham United       | FLC                    | 46         | 8          | 16         | 22         | FACup+CdL       | 1+2             | 0+1             | 0+0             | 1+1             | -                  | -                  | -                  | -                  | -                  | -           | -           | -           | -           | -           | 49     | 9      | 16     | 24     | 18,37      | 22º (retr.)       |
| 2019-2020              | Rotherham United       | FL1                    | 35         | 18         | 8          | 9          | FACup+CdL       | 3+2             | 2+1             | 0+0             | 1+1             | -                  | -                  | -                  | -                  | -                  | FLT         | 3           | 1           | 0           | 2           | 43     | 22     | 8      | 13     | 51,16      | 2° (prom.)        |
| 2020-2021              | Rotherham United       | FLC                    | 46         | 11         | 9          | 26         | FACup+CdL       | 1+1             | 0+0             | 0+1             | 1+0             | -                  | -                  | -                  | -                  | -                  | -           | -           | -           | -           | -           | 48     | 11     | 10     | 27     | 22,92      | 23° (retr.)       |
| 2021-2022              | Rotherham United       | FL1                    | 46         | 27         | 9          | 10         | FACup+CdL       | 3+1             | 2+0             | 1+0             | 0+1             | -                  | -                  | -                  | -                  | -                  | FLT         | 8           | 5           | 3           | 0           | 58     | 34     | 13     | 11     | 58,62      | 2° (prom.)        |
| ago.-set. 2022         | Rotherham United       | FLC                    | 9          | 3          | 5          | 1          | FACup+CdL       | 0+2             | 0+1             | 0+0             | 0+1             | -                  | -                  | -                  | -                  | -                  | -           | -           | -           | -           | -           | 11     | 4      | 5      | 2      | 36,36      | Risoluz.          |
| Totale Rotheram United | Totale Rotheram United | Totale Rotheram United | 259        | 96         | 60         | 103        |                 | 20              | 8               | 2               | 10              |                    | -                  | -                  | -                  | -                  |             | 14          | 7           | 4           | 3           | 293    | 111    | 66     | 116    | 37,88      |                   |
| set. 2022-2023         | Derby County           | FL1                    | 37         | 18         | 11         | 8          | FACup+CdL       | 5+1             | 3+0             | 1+1             | 1+0             | -                  | -                  | -                  | -                  | -                  | FLT         | 2           | 0           | 1           | 1           | 45     | 21     | 14     | 10     | 46,67      | Sub., 7°          |
| 2023-2024              | Derby County           | FL1                    | 46         | 28         | 8          | 10         | FACup+CdL       | 2+1             | 0+0             | 1+0             | 1+1             | -                  | -                  | -                  | -                  | -                  | FLT         | 5           | 4           | 0           | 1           | 54     | 32     | 9      | 13     | 59,26      | 2° (prom.)        |
| 2024-feb. 2025         | Derby County           | FLC                    | 30         | 7          | 6          | 17         | FACup+CdL       | 1+2             | 0+1             | 1+1             | 0+0             | -                  | -                  | -                  | -                  | -                  | -           | -           | -           | -           | -           | 33     | 8      | 8      | 17     | 24,24      | Eson.             |
| Totale Derby County    | Totale Derby County    | Totale Derby County    | 113        | 53         | 25         | 35         |                 | 12              | 4               | 5               | 3               |                    | -                  | -                  | -                  | -                  |             | 7           | 4           | 1           | 2           | 132    | 61     | 31     | 40     | 46,21      |                   |
| apr.-giu. 2025         | MK Dons                | FL2                    | 4          | 1          | 3          | 0          | FACup+CdL       | -               | -               | -               | -               | -                  | -                  | -                  | -                  | -                  | FLT         | -           | -           | -           | -           | 4      | 1      | 3      | 0      | 25,00      | Sub., 19°         |
| 2025-2026              | MK Dons                | FL2                    | 4          | 2          | 2          | 0          | FACup+CdL       | 0+1             | 0+0             | 0+0             | 0+1             | -                  | -                  | -                  | -                  | -                  | FLT         | 0           | 0           | 0           | 0           | 5      | 2      | 2      | 1      | 40,00      | in carica         |
| Totale MK Dons         | Totale MK Dons         | Totale MK Dons         | 8          | 3          | 5          | 0          |                 | 1               | 0               | 0               | 1               |                    | -                  | -                  | -                  | -                  |             | 0           | 0           | 0           | 0           | 9      | 3      | 5      | 1      | 33,33      |                   |
| Totale carriera        | Totale carriera        | Totale carriera        | 380        | 152        | 90         | 138        |                 | 33              | 12              | 7               | 14              | -                  | -                  | -                  | -                  | -                  | -           | 21          | 11          | 5           | 5           | 434    | 175    | 102    | 157    | 40,32      |                   |

## Palmarès
- Football League Trophy: 1

Rotherham United: 2021-2022